# TomTom
TomTom est un éditeur de logiciels de planification d'itinéraires et un fabricant de systèmes de navigation GPS mobiles ou embarqué dans certains véhicules.

## Étymologie
Le nom de TomTom symbolise un mode de communication qui imite les intonations du langage pour transmettre des messages sur plusieurs kilomètres.[réf. nécessaire]

## Histoire

Ancien logo

Créée en 1991 à Amsterdam sous le nom de Palmtop par Peter-Frans Pauwels, Pieter Geelen Harold Goddijn et Corinne Vigreux, la société est d'abord spécialisée dans les logiciels pour PC de poche et en particulier pour les produits Psion (dictionnaires, programmes financiers, jeux et planificateurs d’itinéraires).
Avec l’ouverture du système de positionnement par satellites GPS au grand public, la société décide de se recentrer sur le secteur de la navigation.
En 1998, l’équipe recrute des ingénieurs de Psion et change de nom pour adopter celui de TomTom.
À l'aube des années 2000, TomTom lance TomTom Navigator, un logiciel destiné aux assistants personnels, qui sera décliné en plusieurs versions.
Trois ans plus tard, TomTom engage le créateur du Psion Series 3, Mark Gretton, pour mettre au point un appareil autonome qui fonctionnerait comme une carte routière interactive.
Le TomTom GO est lancé en 2004, il s'agit du premier assistant de navigation portatif grand public. L'appareil possède un design attrayant avec un écran tactile couleur de 9 cm et une interface logicielle facile à utiliser.
En 2007, les produits de navigation TomTom sont utilisés par plus de 200 000 clients dans 16 pays. La société, basée à Amsterdam, possède des bureaux à Londres et aux États-Unis. Son marché couvre l’ensemble de l’Europe, l’Amérique du Nord et l’Amérique centrale.
En juillet 2007, la société lance une OPA sur la société Tele Atlas, fournisseur de données géographiques pour les fabricants de systèmes de navigation. Une contre-offre a été faite par le concurrent Garmin en octobre avant que Tom Tom ne surenchérisse début novembre, pour la somme de 2,9 milliards d'euros. L'opération a été entérinée par les actionnaires à partir de juin 2008.
En janvier 2019, Bridgestone annonce l'acquisition de TomTom Telematics, la filiale de TomTom spécialisée dans la gestion de flotte, pour 910 millions d'euros. TomTom Telematics devient alors Webfleet Solutions.
En juin 2022, Tomtom annonce la suppression de 500 postes, ce qui représente près de 10 % de ses salariés, liée à une automatisation de la création de cartes.

## Produits

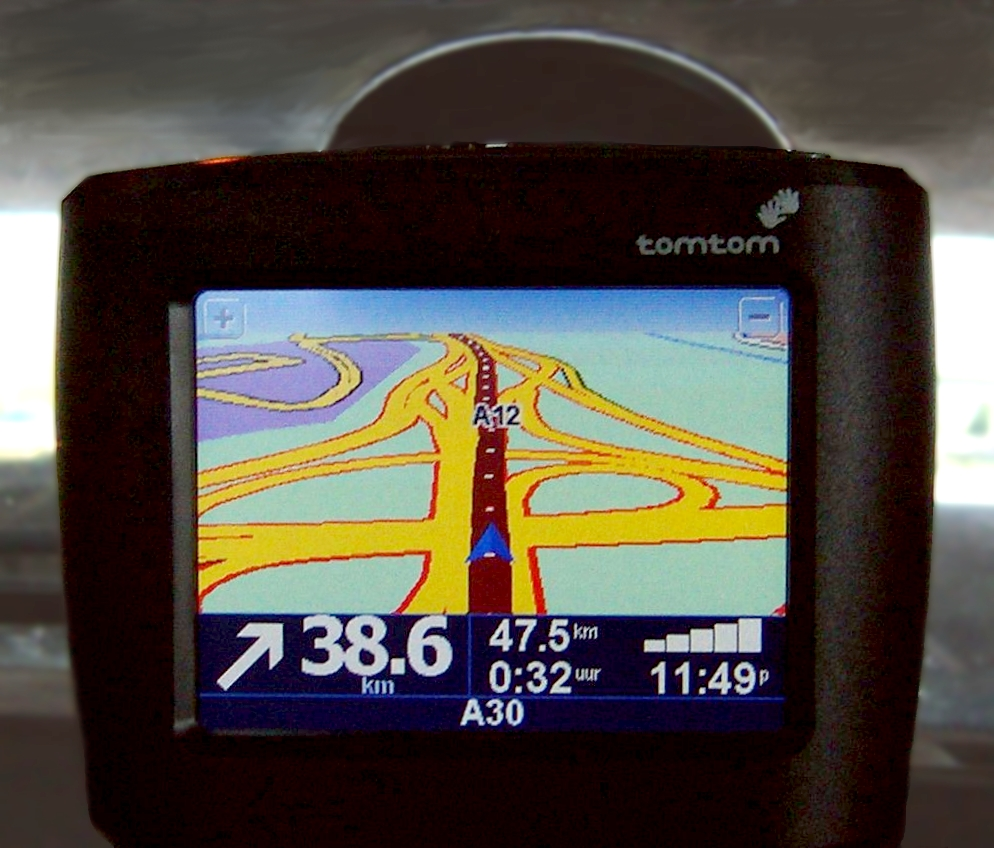
Le TomTom One installé sur le pare-brise d'une automobile.

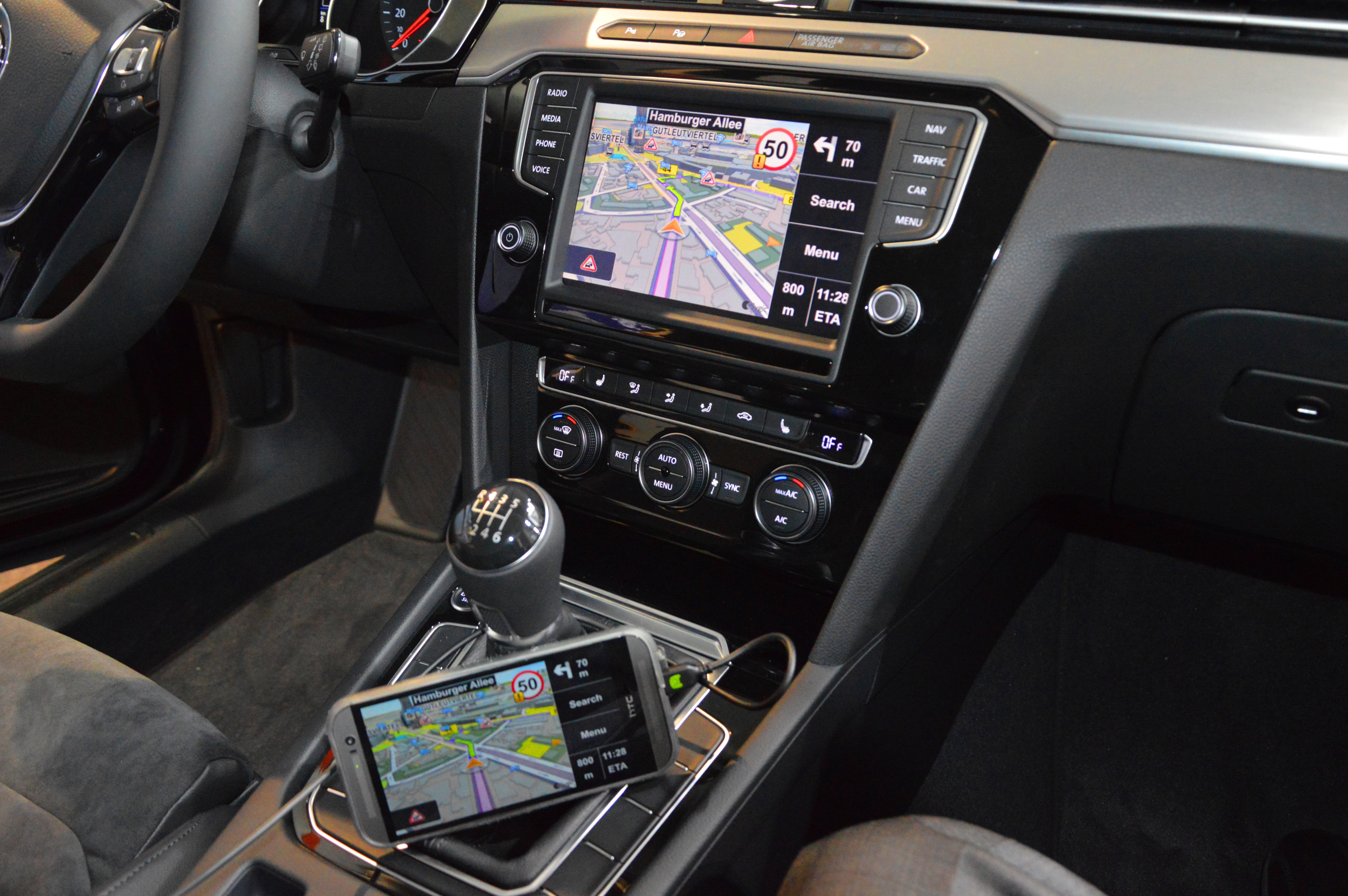
GPS TomTom portable connecté à l'écran d'une Golf VII.

La gamme des produits TomTom se compose à la fois de systèmes de navigation autonomes pour la voiture ou la moto, conçus sur une plateforme Linux, et de logiciels à installer sur des téléphones portables, assistants personnels et smartphones. En ce qui concerne les smartphones, l'entreprise néerlandaise a sorti une application pour iOS sur l'AppStore en août 2009 et pour Android sur le Play Store en octobre 2012.

### Produits intégrés dans les automobiles
TomTom a créé des partenariats avec plusieurs constructeurs automobiles. Le plus important est celui avec Renault où il s'est vendu plus de 2 millions de Carminat TomTom/LiVE entre 2008 et 2015[réf. souhaitée]. R-Link est un produit où « Renault a travaillé en étroite collaboration avec le leader du GPS : TomTom ».

### TomTom Live
De même que sur les appareils portables la version Live de Tomtom intègre, entre autres, les informations de trafic, en Europe, et ajuste, en temps réel, le temps de trajet en conséquence.

### Montres de sport
En 2013, après un partenariat avec Nike[réf. souhaitée], TomTom se lance sur le marché des montres de sport avec deux gammes de produits : TomTom Runner pour la course à pied et TomTom Multi-Sport qui s'adresse en plus aux cyclistes et aux nageurs.
En septembre 2014, TomTom sort la montre TomTom Golfer, une montre GPS conçue pour que le golfeur puisse améliorer son jeu. En mars 2016, sort le nouveau modèle, TomTom Golfer 2, utilisable sur plus de 40 000 parcours de golf dans le monde.

## Service en ligne
Des services en ligne ont été développés pour permettre la gestion des licences, la mise à jour automatique du logiciel de navigation, la mise à jour des cartes.
Les dernières versions du logiciel de gestion local (Tomtom Home) gèrent les droits en utilisant un service web qui permet de générer un code d'activation à partir de deux codes (code fourni avec le logiciel et code généré par l'installation du logiciel) sur le périphérique mobile.[pertinence contestée]
Le service de mise à jour des cartes (Tele Atlas racheté par Tomtom s'appuie sur le site cartographique Mapinsight[pertinence contestée].
Un service de planification cartographique de parcours incluant l'info Trafic a été mis en place.
L'utilisation de produits TomTom connectables à internet directement ou par le système de mise à jour par ordinateur peut conduire à la mise à disposition des données de navigation (routes empruntées, heure, vitesse) à des sociétés tierces, voire à des gouvernements qui les exploiteront alors comme bon leur semble. Dans le cas d'une souscription à des services comme TomTom HD Traffic incluant une carte sim, votre position peut être connue en temps réel par ces tiers[réf. nécessaire]. Dans tous les cas, ces données sont nominatives et peuvent vous identifier personnellement.[source insuffisante]

## Classement TomTom
TomTom publie un Index de Trafic annuel 2016, analysant le taux de congestion du trafic dans près de 300 villes à travers le monde. L’index est calculé sur la base des temps de parcours réels effectués par les automobilistes équipés de GPS TomTom sur plusieurs millions de kilomètres cumulés. La grande nouvelle de cette année est que Mexico a volé la première place à Istanbul.
En France, les embouteillages ont augmenté dans les trois villes les plus embouteillées de France par rapport à l’année précédente. Paris, avec un indice de 36 %, conserve sa deuxième place au classement. Montpellier, avec +2 % par rapport à 2014, occupe désormais la troisième place faisant de Bordeaux la quatrième ville du classement et rétrogradant Lyon à la cinquième place, ces deux dernières ayant perdu un point par rapport à l’année passée. Nice, en sixième position perd également deux points. Strasbourg, Toulouse, Nantes et Lille restent quant à elles stables.

## Actionnaires
Au 30 avril 2019.
| Nom                               | Actions    | %      |
| Goddijn Harold (famille)          | 26 319 332 | 11,2 % |
| Pieter Andreas Geelen             | 26 137 831 | 11,1 % |
| Peter-Frans Pauwels               | 26 137 832 | 11,1 % |
| Corinne Danièle Goddijn-Vigreux,  | 26 137 831 | 11,1 % |
| John Hendrikus H. de Mol          | 11 674 870 | 4,96 % |
| DNB Asset Management              | 7 871 890  | 3,35 % |
| TomTom (auto détention)           | 5 272 350  | 2,24 % |
| The Vanguard Group                | 3 209 889  | 1,36 % |
| Norges Bank Investment Management | 2 361 331  | 1,00 % |
| Dimensional Fund Advisors         | 1 801 236  | 0,77 % |